# بوشمة
بوشمة هي إحدى بلديات التابعة لولاية قابس بالجنوب التونسي، وتوجد على الطريق الوطنية رقم 1 على بعد بضعة كيلومترات شمال مدينة قابس.ينشط في المدينة الأمل الرياضي ببوشمة.
1. ↑  "المناطق الترابية (العمادات) حسب الولايات والمعتمديات". اطلع عليه بتاريخ 2024-11-30.
2. ↑   http://www.collectiviteslocales.gov.tn/site_web_communes/. {{استشهاد ويب}}: |url= بحاجة لعنوان (مساعدة) والوسيط |title= غير موجود أو فارغ (من ويكي بيانات) (مساعدة)